# Lesley Joy Rogers
Lesley Joy Rogers (nacida el 31 de julio de 1943) es neurobióloga y profesora emérita de neurociencia y comportamiento animal en la Universidad de Nueva Inglaterra. 

## Carrera académica y educación
Rogers obtuvo la Licenciatura en Ciencias con honores en la Universidad de Adelaida en 1964. Trabajó en diversos puestos en la Universidad de Harvard, el Hospital del Centro Médico de Nueva Inglaterra, la Universidad de Sussex y la Universidad Abierta. Obtuvo su Doctorado en Filosofía en 1971 y su Doctorado en Ciencias en 1987, ambos de la Universidad de Sussex.En 2000, Rogers fue nombrada miembro de la Academia Australiana de Ciencias.
En 2003, recibió la Medalla Clarke en zoología de la Royal Society of New South Wales, también recibió el Premio del Vicecanciller a la Excelencia en Investigación, el Premio al Logro Especial de la Mujer Académica y también la Medalla del Centenario en 2003.En 2009, Rogers fue miembro del Panel Asesor de Expertos Científicos Sin Voz. 

## Publicaciones
Rogers ha publicado más de 200 artículos en revistas y 14 libros centrados principalmente en el cerebro y el desarrollo. 

### Libros seleccionados
- Rogers, LJ y Vallortigara, G. (eds) (2017) Funciones cerebrales lateralizadas: métodos en especies humanas y no humanas. Naturaleza Springer, Humana Press.  . (Imprimir) 978-1-4939-6725-4 (En línea). Serie NeuroMethods, vol. 122.
- Rogers, Lesley J; Vallortigara, Giorgio ; Andrés, Richard J (2013). "Cerebros divididos: la biología y el comportamiento de las asimetrías cerebrales". Prensa de la Universidad de Cambridge .ISBN 9780521183048.
- Rogers, LJ y Kaplan, G. (2004) Cognición comparada de vertebrados: ¿son los primates superiores a los no primates? Kluwer Academic/Plenum, Nueva York.ISBN 0-306-47727-0.
- Kaplan, G. y Rogers, LJ (2003) Adoración de genes: más allá del debate naturaleza/educación sobre genes, cerebro y género. OtherPress, Nueva York.ISBN 1-59051-034-8.
- Rogers, LJ y Andrew, RJ (2002) Lateralización comparada de vertebrados. Cambridge University Press, Nueva York.ISBN 0521781612. Reeditado en 2008 -ISBN 978-0-521-78161-9 Hbk y 978-0-521-78700-0 Pbk.
- Kaplan, G. y Rogers, LJ (1999) Los orangutanes. Allen y Unwin, St Leonards.ISBN 1-86508-124-8. También publicado por Perseus/Hellix Press, Nueva York, 2000.ISBN 0-7382-0290-8.
- Rogers, LJ y Kaplan, G. (2000) Canciones, rugidos y rituales: comunicación en aves, mamíferos y otros animales. Prensa de la Universidad de Harvard, Cambridge, MA.ISBN 0-674-00058-7.
- Rogers, LJ (1999) Sexado del cerebro. Weidenfeld y Nicolson, LondresISBN 0-297-84276-5 . También publicado por Columbia University Press, Nueva York en 2001 (tapa duraISBN 0231120109 y rústica 023112011) y por Phoenix Rustic, Londres, en 2000 (ISBN 0-75381-023-9 ).
- Rogers, LJ (1997) Mentes propias: pensamiento y conciencia animales. Allen y Unwin, St LeonardsISBN 1-86448-504-3 . También publicado por Westview Press, Colorado, en 1998.ISBN 0-8133-9065-6 .
- Rogers, LJ (1995) El desarrollo del cerebro y el comportamiento en el pollo, CAB International, Wallingford, Reino Unido.ISBN 0-85198-924-1.
- Bradshaw, JL y Rogers, LJ (1993) La evolución de las asimetrías laterales, el lenguaje, el uso de herramientas y el intelecto, Academic Press.ISBN 0-12-124560-8.

### Artículos de revistas seleccionados
(solo trabajos de investigación arbitrados)
- Rogers, Lesley J. (29 de abril de 2020). «Asymmetry of Motor Behavior and Sensory Perception: Which Comes First?». Symmetry 12 (5): 690. Bibcode:2020Symm...12..690R. doi:10.3390/sym12050690.
- Vallortigara, Giorgio; Rogers, Lesley J. (March 2020). «A function for the bicameral mind». Cortex 124: 274-285. PMID 32058074. doi:10.1016/j.cortex.2019.11.018.
- Rogers; Kaplan (13 de agosto de 2019). «Does Functional Lateralization in Birds Have any Implications for Their Welfare?». Symmetry 11 (8): 1043. Bibcode:2019Symm...11.1043R. doi:10.3390/sym11081043.
- Rogers, Lesley; Koboroff, Adam; Kaplan, Gisela (1 de diciembre de 2018). «Lateral Asymmetry of Brain and Behaviour in the Zebra Finch, Taeniopygia guttata». Symmetry 10 (12): 679. Bibcode:2018Symm...10..679R. doi:10.3390/sym10120679.
- Rogers, Lesley J. (18 de abril de 2017). «A Matter of Degree: Strength of Brain Asymmetry and Behaviour». Symmetry 9 (4): 57. Bibcode:2017Symm....9...57R. doi:10.3390/sym9040057.
- Rogers, L. J.; Frasnelli, E.; Versace, E. (8 de julio de 2016). «Lateralized antennal control of aggression and sex differences in red mason bees, Osmia bicornis». Scientific Reports 6 (1): 29411. Bibcode:2016NatSR...629411R. PMC 4937407. PMID 27388686. doi:10.1038/srep29411.
- Rogers, Lesley; Vallortigara, Giorgio (2 de diciembre de 2015). «When and Why Did Brains Break Symmetry?». Symmetry 7 (4): 2181-2194. Bibcode:2015Symm....7.2181R. doi:10.3390/sym7042181.
- Rogers, Lesley J. (June 2014). «Asymmetry of brain and behavior in animals: Its development, function, and human relevance». Genesis 52 (6): 555-571. PMID 24408478. doi:10.1002/dvg.22741.
- Rogers, Lesley J.; Rigosi, Elisa; Frasnelli, Elisa; Vallortigara, Giorgio (27 de junio de 2013). «A right antenna for social behaviour in honeybees». Scientific Reports 3 (1): 2045. Bibcode:2013NatSR...3E2045R. PMC 3694496. PMID 23807465. doi:10.1038/srep02045.
- Kaplan, Gisela; Rogers, Lesley J. (23 de julio de 2013). «Stability of referential signalling across time and locations: testing alarm calls of Australian magpies (Gymnorhina tibicen) in urban and rural Australia and in Fiji». PeerJ 1: e112. PMC 3728765. PMID 23904991. doi:10.7717/peerj.112.
- Kaplan, Gisela; Pines, Mathew K.; Rogers, Lesley J. (March 2012). «Stress and stress reduction in common marmosets». Applied Animal Behaviour Science 137 (3–4): 175-182. doi:10.1016/j.applanim.2011.04.011.
- Rogers, Lesley J. (3 de diciembre de 2011). «The two hemispheres of the avian brain: their differing roles in perceptual processing and the expression of behavior». Journal of Ornithology 153 (S1): 61-74. doi:10.1007/s10336-011-0769-z.
- Rogers, Lesley J. (October 2010). «Relevance of brain and behavioural lateralization to animal welfare». Applied Animal Behaviour Science 127 (1–2): 1-11. doi:10.1016/j.applanim.2010.06.008.
- Lippolis, G.; Joss, J.M.P.; Rogers, L.J. (2009). «Australian Lungfish (Neoceratodus forsteri): A Missing Link in the Evolution of Complementary Side Biases for Predator Avoidance and Prey Capture». Brain, Behavior and Evolution 73 (4): 295-303. PMID 19641309. doi:10.1159/000230674.
- MacNeilage, Peter F.; Rogers, Lesley J.; Vallortigara, Giorgio (July 2009). «Origins of the Left & Right Brain». Scientific American 301 (1): 60-67. Bibcode:2009SciAm.301a..60M. PMID 19555025. doi:10.1038/scientificamerican0709-60.
- Rogers, Lesley J (4 de diciembre de 2008). «Hand and paw preferences in relation to the lateralized brain». Philosophical Transactions of the Royal Society B: Biological Sciences 364 (1519): 943-954. PMC 2666076. PMID 19064357. doi:10.1098/rstb.2008.0225.
- Rogers, Lesley J.; Vallortigara, Giorgio; Clayton, Nicola Susan (4 de junio de 2008). «From Antenna to Antenna: Lateral Shift of Olfactory Memory Recall by Honeybees». PLOS ONE 3 (6): e2340. Bibcode:2008PLoSO...3.2340R. PMC 2394662. PMID 18523636. doi:10.1371/journal.pone.0002340.
- Rogers, Lesley J. (June 2008). «Development and function of lateralization in the avian brain». Brain Research Bulletin 76 (3): 235-244. PMID 18498936. doi:10.1016/j.brainresbull.2008.02.001.
- Hook, Michelle A.; Rogers, Lesley J. (2008). «Visuospatial reaching preferences of common marmosets (Callithrix jacchus): An assessment of individual biases across a variety of tasks.». Journal of Comparative Psychology 122 (1): 41-51. PMID 18298280. doi:10.1037/0735-7036.122.1.41.
- Vallortigara, Giorgio; Rogers, Lesley J (2005). «survival with an asymmetrical brain: advantages and disadvantages of cerebral lateralization». Behavioral and Brain Sciences 28 (4): 575-589. PMID 16209828. doi:10.1017/S0140525X05000105.
- Rogers, Lesley J.; Zucca, Paolo; Vallortigara, Giorgio (7 de diciembre de 2004). «Advantages of having a lateralized brain». Proceedings of the Royal Society of London. Series B: Biological Sciences 271 (suppl_6): S420-2. PMC 1810119. PMID 15801592. doi:10.1098/rsbl.2004.0200.
- Deng, Chao; Rogers, Lesley J (August 2002). «Prehatching visual experience and lateralization in the visual Wulst of the chick». Behavioural Brain Research 134 (1–2): 375-385. PMID 12191824. doi:10.1016/S0166-4328(02)00050-5.
- Rogers, Lesley J. (June 2000). «Evolution of Hemispheric Specialization: Advantages and Disadvantages». Brain and Language 73 (2): 236-253. PMID 10856176. doi:10.1006/brln.2000.2305.
- Vallortigara, G; Rogers, L.J; Bisazza, A (August 1999). «Possible evolutionary origins of cognitive brain lateralization». Brain Research Reviews 30 (2): 164-175. PMID 10525173. doi:10.1016/S0165-0173(99)00012-0.
- Cameron, R.; Rogers, L. J. (1999). «Hand preference of the common marmoset (Callithrix jacchus): Problem solving and responses in a novel setting.». Journal of Comparative Psychology 113 (2): 149-157. doi:10.1037/0735-7036.113.2.149.
- Rogers, L (1 de diciembre de 1998). «Light exposure of the embryo and development of behavioural lateralisation in chicks, I: olfactory responses». Behavioural Brain Research 97 (1–2): 195-200. PMID 9867244. doi:10.1016/S0166-4328(98)00043-6.
- Rogers, Lesley J. (May 1990). «Light input and the reversal of functional lateralization in the chicken brain». Behavioural Brain Research 38 (3): 211-221. PMID 2363841. doi:10.1016/0166-4328(90)90176-F.
- Rogers, L. J. (1986). «Lateralization of Learning in Chicks». Advances in the Study of Behavior 16. Academic Press. pp. 147-189. ISBN 9780120045167. doi:10.1016/S0065-3454(08)60190-4.
- Rogers, Lesley J. (May 1982). «Light experience and asymmetry of brain function in chickens». Nature 297 (5863): 223-225. Bibcode:1982Natur.297..223R. PMID 7200573. doi:10.1038/297223a0.
- Rogers, L.J.; Anson, J.M. (May 1979). «Lateralisation of function in the chicken fore-brain». Pharmacology Biochemistry and Behavior 10 (5): 679-686. PMID 493285. doi:10.1016/0091-3057(79)90320-4.
- Rogers, L.J.; Miles, F.A. (December 1972). «Centrifugal control of the avian retina. V. Effects of lesions of the isthmo-optic nucleus on visual behaviour». Brain Research 48: 147-156. PMID 4645202. doi:10.1016/0006-8993(72)90175-8.
- Andrew, R. J.; Rogers, L. J. (June 1972). «Testosterone, Search Behaviour and Persistence». Nature 237 (5354): 343-346. Bibcode:1972Natur.237..343A. PMID 4557402. doi:10.1038/237343a0.
- Kaplan, MarshallM.; Rogers, Lesley (November 1969). «Separation of human serum-alkaline-phosphatase isoenzymes by polyacrylamide gel electrophoresis». The Lancet 294 (7629): 1029-1031. PMID 4188230. doi:10.1016/s0140-6736(69)90640-0.

### Capítulos de libros seleccionados
- Rogers, Lesley J. (2018). «Manual bias, behavior, and cognition in common marmosets and other primates». Progress in Brain Research 238. Elsevier. pp. 91-113. ISBN 9780128146712. PMID 30097204. doi:10.1016/bs.pbr.2018.06.004.
- Rogers, L.J. (2017) Eye and ear preferences. In Rogers, L.J. and Vallortigara, G. (eds) Lateralized Brain Functions: Methods in Human and Non-human Species. Humana Press, Springer NeuroMethods Series, vol. 122, pp. 79–102. ISBN 978-1-4939-6723-0.
- Rogers, L.J. (2011) Sex differences are not “hard-wired”. In J.A. Fisher (ed) Gender and the Science of Difference: Cultural Politics of Contemporary Science and Medicine. Rutgers University Press, New Jersey, pp. 27–42. ISBN 978-0-8135-5046-6 pbk and 978-0-8135-5047-3hbk.
- Rogers, Lesley J. (2007). «Lateralization in its many Forms, and its Evolution and Development». Special Topics in Primatology 5. Elsevier. pp. 22-56. ISBN 9780123741974. doi:10.1016/S1936-8526(07)05002-6.
- Rogers, L.J. and Kaplan, G. (2004) All animals are not equal: the interface between scientific knowledge and the legislation for animal rights? In C.R. Sunstein and M. C. Nussbaum (eds.) Animal Rights: Law and Policy. Oxford University Press, Oxford, pp. 175–202. (ISBN 0-195-15-217-4)
- Rogers, L.J. (2002) Lateralization in vertebrates: Its early evolution, general pattern and development. Advances in the Study of Behavior, Vol. 31, ed. by P.J.B. Slater, J. Rosenblatt, C. Snowdon and T. Roper (eds), Academic Press, San Diego, pp. 107–162. (ISBN 0-12-004531-1).
- Rogers, L.J. (2000) Evolution of side biases: Motor versus sensory lateralization. In M.K. Manas, M.B. Bulman-Fleming and G. Tiwari (eds) Side-Bias: A Neuropsychological Perspective. Kluwer, Dordrecht, The Netherlands (ISBN 0-7923-6660-3), pp. 3–40.
- Rogers, L.J.  Development of Lateralisation.  In: R.J. Andrew (ed.), Neural and Behavioural Plasticity: The Use of the Domestic Chicken as a Model, Oxford University Press, Oxford, pp. 507–535 (1991).